# Đêm lặng
Đêm lặng (tiếng Anh: Dark) là một bộ phim truyền hình kinh dị khoa học viễn tưởng của Đức do Baran bo Odar và Jantje Friese đồng sáng tạo. Bộ phim phát hành gồm có ba mùa từ năm 2017 đến năm 2020. Sau sự mất tích của một đứa trẻ, Dark theo chân các nhân vật từ thị trấn hư cấu Winden của Đức khi họ theo đuổi sự thật. Cốt chuyện xoay quanh mối liên hệ giữa bốn gia đình có thù hận với nhau xen kẽ với âm mưu du hành thời gian thâm độc kéo dài nhiều thế hệ. Bộ phim khám phá những khái niệm về sự tồn tại liên quan tới du hành thời gian và ảnh hưởng của nó đối với bản chất con người.
Đêm lặng ra mắt vào ngày 1 tháng 12 năm 2017 trên nền tảng Netflix; đây là loạt phim gốc bằng tiếng Đức đầu tiên của Netflix. Phần thứ hai được phát hành vào ngày 21 tháng 6 năm 2019, trong khi phần thứ ba, cũng là phần cuối cùng, được phát hành vào ngày 27 tháng 6 năm 2020. Dark đã được giới phê bình ca ngợi nhiệt liệt vì sắc thái, hình ảnh, diễn xuất, nhạc nền, tham vọng và sự phức tạp của câu chuyện.

## Cốt truyện
Một số đứa trẻ bắt đầu biến mất một cách bí ẩn ở thị trấn Winden của Đức, những sự việc đó hé lộ những mối quan hệ rạn nứt, cuộc sống hai mặt và quá khứ đen tối của bốn gia đình sống tại thị trấn, cũng như bí ẩn được chôn vùi suốt bốn thế hệ.
Mùa đầu tiên của bộ phim lấy bối cảnh năm 2019 và bao gồm cả năm 1986 và 1953 qua du hành thời gian khi một số nhân vật phát hiện ra lỗ giun bên trong hệ thống hang động dưới nhà máy hạt nhân. Các bí mật và mối liên kết giữa các gia đình Kahnwald, Nielsen, Doppler và Tiedemann dần được hé lộ khiến cho cuộc sống của họ bị xáo trộn. Xen kẽ vào đó là âm mưu liên quan tới các đứa trẻ bị mất tích và lịch sử của thị trấn.
Vài tháng sau sự kiện cuối cùng của mùa một, câu chuyện tiếp diễn ở mùa hai khi các thành viên gia đình đang tìm cách đoàn tụ với người thân của mình trong những năm 2020, 1987 và 1954 đan xen với cốt truyện diễn ra vào năm 2053 và 1921. Nhóm hội bí mật với tên gọi Sic Mundus Creatus Est lần đầu xuất hiện; họ là một trong những phe chiến đấu để quyết định định mệnh của Winden và thế giới. Mọi phe cánh phải chạy đua với thời gian khi thời khắc tới ngày tận thế đang đếm ngược.
Mùa ba và cũng là mùa cuối lấy bối cảnh sau biến cố lớn xảy ra vào năm 2020. Khái niệm chiều không gian khác có liên kết với chiều không gian thực tại lần đầu xuất hiện. Cốt chuyện xảy ra vào những năm 1888, 1954, 1987, 2020, 2053 trong chiều không gian thứ nhất và những năm 2019, 2052 trong chiều không gian thứ hai trong bối cảnh các phe cánh tranh đấu với nhau để quyết định vận mệnh của cả hai thế giới.

## Diễn viên và nhân vật
Mùa một diễn ra vào năm 2019 và bao gồm luôn cốt chuyện ở những năm 1986, 1953 và 2052. Các nhân vật ở những độ tuổi khác nhau được đóng vai bởi nhiều diễn viên khác nhau.
Mùa hai diễn ra vài tháng sau khi sự kiện cuối cùng ở mùa một kết thúc. Cốt chuyện diễn ra tiếp diễn vào năm 2020, 1987 và 1954 bao gồm diễn biến phụ vào năm 2053 và 1921. Mùa ba của bộ phim lần đầu lấy bối cảnh năm 1888 và nhiều nhân vật song song ở chiều không gian khác.
Đến mùa thứ ba, series mở ra một tuyến truyện mới, lấy bối cảnh năm 1888 và một thực tại song song, nơi các phiên bản khác của nhiều nhân vật chính được gợi mở.

### Nhân vật chính
| Nhân vật                                                           | Gian đoạn cuộc đời | Miêu tả | Diễn viên                    | Mùa             | Mùa             | Mùa             |
| Nhân vật                                                           | Gian đoạn cuộc đời | Miêu tả | Diễn viên                    | 1               | 2               | 3               |
| ------------------------------------------------------------------ | ------------------ | --- | ---------------------------- | --------------- | --------------- | --------------- |
| Jonas Kahnwald                                                     | Còn bé             | Một cậu bé | Jonas Gerzabek               | Does not appear | Does not appear | Khách mời       |
| Jonas Kahnwald                                                     | Teen               | Một học sinh cấp ba đang phải vật lộn với việc tự vẫn của bố mình. Người yêu của Martha. | Louis Hofmann                | Chính           | Chính           | Chính           |
| Jonas Kahnwald                                                     | Người lớn          | Một nhà du hành thời gian, biệt danh "The Stranger" | Andreas Pietschmann          | Chính           | Chính           | Chính           |
| Jonas Kahnwald                                                     | Già                | Thủ lĩnh của nhóm Sic Mundus, được biết đến là "Adam" | Dietrich Hollinderbäumer     | Does not appear | Chính           | Chính           |
| Hannah Kahnwald                                                    | Teen               | Hannah Krüger, con gái của Sebastian Krüger, là một cô gái có phần khép kín | Ella Lee (de)                | Chính           | Khách mời       | Khách mời       |
| Hannah Kahnwald                                                    | Người lớn          | Mẹ của Jonas, vợ của Michael và là một nhà trị liệu mát xa; mẹ của Silja Tiedemann | Maja Schöne                  | Chính           | Chính           | Chính           |
| Ines Kahnwald                                                      | Teen               | Một cô gái trẻ, cô cũng là bạn của Jana Nielsen và Claudia Tiedemann | Lena Urzendowsky (de)        | Phụ             | Does not appear | Khách mời       |
| Ines Kahnwald                                                      | Người lớn          | Mẹ nuôi của Michael, y tá | Anne Ratte-Polle (de)        | Chính           | Chính           | Khách mời       |
| Ines Kahnwald                                                      | Già                | Bà nuôi của Jonas | Angela Winkler               | Chính           | Does not appear | Does not appear |
| Daniel Kahnwald                                                    | Người lớn          | Bố của Ines, cảnh sát trưởng của Winden | Florian Panzner              | Chính           | Khách mời       | Khách mời       |
| Martha Nielsen                                                     | Còn bé             | Một cô bé | Luna Arwen Krüger            | Does not appear | Does not appear | Khách mời       |
| Martha Nielsen                                                     | Teen               | Đứa con giữa của Ulrich và Katharina, người yêu của Bartosz và cũng là người được Jonas yêu thầm | Lisa Vicari                  | Chính           | Chính           | Chính           |
| Martha Nielsen                                                     | Người lớn          | Người sống sót sau ngày tận thế ở chiều không gian khác, thành viên của hội Erit Lux, biệt danh là "Female Stranger" | Nina Kronjäger (de)          | Does not appear | Does not appear | Chính           |
| Martha Nielsen                                                     | Già                | Thủ lĩnh của Erit Lux, được gọi là "Eva" | Barbara Nüsse (de)           | Does not appear | Does not appear | Chính           |
| Magnus Nielsen                                                     | Teen               | Đứa con cả của Ulrich và Katharina, người yêu của Franziska | Moritz Jahn                  | Chính           | Chính           | Chính           |
| Magnus Nielsen                                                     | Người lớn          | Thành viên của Sic Mundus | Wolfram Koch (de)            | Does not appear | Phụ             | Chính           |
| Mikkel Nielsen                                                     | Còn bé             | Đứa con út của Ulrich và Katharina, mất tích năm 2019 và xuất hiện vào năm 1986 | Daan Lennard Liebrenz        | Chính           | Chính           | Chính           |
| Mikkel Nielsen                                                     | Người lớn          | Chồng của Hannah và bố của Jonas, tên là Michael Kahnwald và họa sĩ; ông tự sát | Sebastian Rudolph (de)       | Chính           | Khách mời       | Khách mời       |
| Ulrich Nielsen                                                     | Teen               | Một học sinh cấp ba phải vật lộn và chiến đấu nội tâm sau sự mất tích của em trai | Ludger Bökelmann             | Chính           | Does not appear | Khách mời       |
| Ulrich Nielsen                                                     | Người lớn          | Chồng của Katharina; Bố của Magnus, Martha và Mikkel; làm cảnh sát | Oliver Masucci               | Chính           | Chính           | Chính           |
| Ulrich Nielsen                                                     | Già                | Bệnh nhân của bệnh viện tâm thần, biệt danh là "The Inspector" | Winfried Glatzeder           | Does not appear | Chính           | Phụ             |
| Katharina Nielsen                                                  | Teen               | Người yêu của Ulrich, học sinh cấp ba | Nele Trebs (de)              | Chính           | Khách mời       | Phụ             |
| Katharina Nielsen                                                  | Người lớn          | Vợ của Ulrich; Mẹ của Magnus, Martha, and Mikkel; hiệu trưởng | Jördis Triebel               | Chính           | Chính           | Chính           |
| Tronte Nielsen                                                     | Teen               | con trai của Agnes và The Unknown, mới dọn tới sống ở Winden | Joshio Marlon                | Phụ             | Khách mời       | Khách mời       |
| Tronte Nielsen                                                     | Người lớn          | Chồng của Jana; bố của Ulrich và Mads; phóng viên | Felix Kramer (de)            | Chính           | Does not appear | Khách mời       |
| Tronte Nielsen                                                     | Già                | Chồng của Jana; bố của Ulrich; ông nội của Magnus, Martha, và Mikkel | Walter Kreye                 | Chính           | Khách mời       | Phụ             |
| Jana Nielsen                                                       | Teen               | Cô gái trẻ | Rike Sindler                 | Phụ             | Does not appear | Khách mời       |
| Jana Nielsen                                                       | Người lớn          | Vợ của Tronte; mẹ của Ulrich và Mads | Anne Lebinsky                | Chính           | Does not appear | Khách mời       |
| Jana Nielsen                                                       | Già                | Vợ của Tronte; mẹ của Ulrich; bà nội của Magnus, Martha and Mikkel | Tatja Seibt (de)             | Chính           | Khách mời       | Does not appear |
| Helene Albers                                                      | Còn bé             | Cô gái có thai | Mariella Aumann              | Does not appear | Does not appear | Khách mời       |
| Helene Albers                                                      | Người lớn          | Mẹ của Katharina, bà là một người khuynh hướng bạo hành Katharina; y tá tại bệnh viện tâm thần | Katharina Spiering           | Does not appear | Khách mời       | Chính           |
| Agnes Nielsen                                                      | Còn bé             | Con gái của Bartosz và Silja; em gái của Noah | Helena Pieske (de)           | Does not appear | Khách mời       | Does not appear |
| Agnes Nielsen                                                      | Người lớn          | Mẹ của Tronte, trở lại Winden để định cư | Antje Traue                  | Chính           | Phụ             | Phụ             |
| Franziska Doppler                                                  | Teen               | Con gái của Peter và Charlotte, chị gái của Elisabeth, người Magnus Nielsen yêu | Gina Alice Stiebitz          | Chính           | Chính           | Chính           |
| Franziska Doppler                                                  | Người lớn          | Thành viên của hội Sic Mundus | Carina Wiese                 | Does not appear | Chính           | Chính           |
| Elisabeth Doppler                                                  | Còn bé             | Con gái của Peter và Charlotte, em gái của Franziska | Carlotta von Falkenhayn (de) | Chính           | Chính           | Chính           |
| Elisabeth Doppler                                                  | Người lớn          | Mẹ của Charlotte, thủ lĩnh của những người còn sống sót ở Winden sau ngày tận thế | Sandra Borgmann              | Does not appear | Chính           | Chính           |
| Peter Doppler                                                      | Teen               | Con trai của Helge đến định cư ở Winden sau sự ra đi của người mẹ | Pablo Striebeck              | Does not appear | Does not appear | Khách mời       |
| Peter Doppler                                                      | Người lớn          | Chồng của Charlotte; bố của Franziska và Elisabeth; nhà điều trị tâm lý của Jonas | Stephan Kampwirth            | Chính           | Chính           | Chính           |
| Charlotte Doppler                                                  | Trẻ sơ sinh        | Em bé của Elisabeth và Noah |                              | Does not appear | Does not appear | Khách mời       |
| Charlotte Doppler                                                  | Teen               | Cháu gái nuôi của H.G. Tannhaus | Stephanie Amarell (de)       | Chính           | Does not appear | Khách mời       |
| Charlotte Doppler                                                  | Người lớn          | Vợ của Peter; mẹ của Franziska và Elisabeth; cảnh sát trưởng của Winden | Karoline Eichhorn            | Chính           | Chính           | Chính           |
| Helge Doppler                                                      | Còn bé             | Con trai của Bernd và Greta | Tom Philipp                  | Chính           | Phụ             | Phụ             |
| Helge Doppler                                                      | Người lớn          | Bố của Peter, bảo vệ của nhà máy hạt nhân | Peter Schneider              | Chính           | Phụ             | Khách mời       |
| Helge Doppler                                                      | Già                | Bệnh nhân trong bệnh viện tâm thần | Hermann Beyer (de)           | Chính           | Does not appear | Chính           |
| Bernd Doppler                                                      | Người lớn          | Chồng của Greta; bố của Helge, nhà sáng lập của nhà máy hạt nhân | Anatole Taubman              | Chính           | Does not appear | Khách mời       |
| Bernd Doppler                                                      | Già                | Bố của Helge, cựu giám đốc của nhà máy hạt nhân | Michael Mendl                | Phụ             | Khách mời       | Khách mời       |
| Greta Doppler                                                      | Người lớn          | Vợ của Bernd, mẹ của Helge | Cordelia Wege (de)           | Chính           | Phụ             | Khách mời       |
| H.G. Tannhaus                                                      | Người lớn          | Thợ chế tạo đồng hồ | Arnd Klawitter               | Chính           | Khách mời       | Phụ             |
| H.G. Tannhaus                                                      | Già                | Ông nuôi của Charlotte, thợ chế tạo đồng hồ, giáo sư ngành vật lý lý thuyết và tác giả của quyển sách A Journey Through Time | Christian Steyer (de)        | Chính           | Khách mời       | Chính           |
| Bartosz Tiedemann                                                  | Teen               | Con trai của Regina và Aleksander, bạn thân của Jonas và người yêu của Martha | Paul Lux (de)                | Chính           | Chính           | Chính           |
| Bartosz Tiedemann                                                  | Người lớn          | Bố của Noah và Agnes; thành viên của hội Sic Mundus | Roman Knižka (de)            | Does not appear | Khách mời       | Phụ             |
| Regina Tiedemann                                                   | Teen               | Con gái của Claudia và Bernd | Lydia Makrides               | Chính           | Chính           | Khách mời       |
| Regina Tiedemann                                                   | Người lớn          | Vợ của Aleksander, mẹ của Bartosz, người quản lý khách sạn | Deborah Kaufmann (de)        | Chính           | Chính           | Chính           |
| Aleksander Tiedemann (Boris Niewald, sau này là Aleksander Köhler) | Teen               | Chàng trai trẻ đến từ Gießen, tên khai sinh là Boris Niewald, ăn cắp danh tính của Aleksander Köhler | Béla Gabor Lenz (de)         | Khách mời       | Khách mời       | Khách mời       |
| Aleksander Tiedemann (Boris Niewald, sau này là Aleksander Köhler) | Người lớn          | Chồng của Regina, bố của Bartosz, và giám đốc của nhà máy hạt nhân | Peter Benedict               | Chính           | Chính           | Chính           |
| Claudia Tiedemann                                                  | Còn bé             | Con gái của Egon và Doris, thầy giáo dạy kèm của Helge | Gwendolyn Göbel              | Chính           | Khách mời       | Khách mời       |
| Claudia Tiedemann                                                  | Người lớn          | Mẹ của Regina, giám đốc của nhà máy hạt nhân | Julika Jenkins               | Chính           | Chính           | Chính           |
| Claudia Tiedemann                                                  | Già                | Người hướng dẫn du hành thời gian cho Jonas và Noah; nhà du hành thời gian | Lisa Kreuzer                 | Phụ             | Chính           | Phụ             |
| Egon Tiedemann                                                     | Người lớn          | Chồng của Doris; Bố của Claudia, cảnh sát | Sebastian Hülk (de)          | Chính           | Phụ             | Phụ             |
| Egon Tiedemann                                                     | Già                | Bố của Claudia, thanh tra trưởng chuẩn bị về hưu | Christian Pätzold (de)       | Chính           | Chính           | Phụ             |
| Doris Tiedemann                                                    | Người lớn          | Mẹ của Claudia và vợ của Egon | Luise Heyer                  | Chính           | Khách mời       | Khách mời       |
| Noah (Hanno Tauber)                                                | Còn bé             | Con trai của Bartosz và Silja | Till Patz                    | Does not appear | Does not appear | Khách mời       |
| Noah (Hanno Tauber)                                                | Teen               | Con trai của Bartosz. Anh trai của Agnes, thành viên của hội Sic Mundus | Max Schimmelpfennig (de)     | Does not appear | Chính           | Chính           |
| Noah (Hanno Tauber)                                                | Người lớn          | Bố của Charlotte; giám mục và thành viên của Sic Mundus | Mark Waschke                 | Chính           | Chính           | Chính           |
| Silja Tiedemann                                                    | Còn bé             | Con gái của Hannah và Egon, em gái cùng mẹ khác cha của Jonas và cùng cha khác mẹ của Claudia | Aurora Dervisi               | Does not appear | Does not appear | Khách mời       |
| Silja Tiedemann                                                    | Teen               | Người thông dịch cho Elisabeth, có biệt danh là "Girl from the Future" | Lea van Acken                | Khách mời       | Chính           | Chính           |
| Silja Tiedemann                                                    | Người lớn          | Mẹ của Noah và Agnes | Lissy Pernthaler             | Does not appear | Does not appear | Khách mời       |
| Unknown                                                            | Còn bé             | Con trai của Jonas và Martha; thành viên của hội Erit Lux, được cho rằng là 'cội nguồn' của sự hỗn loạn của không thời gian. Ba Unknown (cậu nhóc, thanh niên và già) hợp sức cùng nhau để bảo đảm ngày tận thế sẽ xảy ra ở cả hai thế giới của Adam và Eva. | Claude Heinrich              | Does not appear | Does not appear | Chính           |
| Unknown                                                            | Người lớn          | Con trai của Jonas và Martha; thành viên của hội Erit Lux, được cho rằng là 'cội nguồn' của sự hỗn loạn của không thời gian. Ba Unknown (cậu nhóc, thanh niên và già) hợp sức cùng nhau để bảo đảm ngày tận thế sẽ xảy ra ở cả hai thế giới của Adam và Eva. | Jakob Diehl                  | Does not appear | Does not appear | Chính           |
| Unknown                                                            | Già                | Con trai của Jonas và Martha; thành viên của hội Erit Lux, được cho rằng là 'cội nguồn' của sự hỗn loạn của không thời gian. Ba Unknown (cậu nhóc, thanh niên và già) hợp sức cùng nhau để bảo đảm ngày tận thế sẽ xảy ra ở cả hai thế giới của Adam và Eva. | Hans Diehl                   | Does not appear | Does not appear | Chính           |
| W. Clausen                                                         | Người lớn          | Thanh tra đến Winden để điều tra những đứa trẻ bị mất tích vào năm 2019. Anh trai ruột của Aleksander Köhler. Aleksander thật đã chết, và danh tính của anh bị ăn cắp bởi Boris Niewald; sau này là Aleksander Tiedemann.                                    | Sylvester Groth              | Does not appear | Chính           | Does not appear |

### Nhân vật phụ
- Jennipher Antoni vào vai Ulla Obendorf, mẹ của Erik Obendorf vào năm 2019 (mùa 1)
- Nils Brunkhorst vào vai thầy giáo khoa học vào năm 2019 (mùa 1, 3)
- Lena Dörrie vào vai Clara Schrage, y tá chăm sóc cho Helge Doppler vào năm 2019 (mùa 1)
- Tara Fischer vào vai bạn của Katharina vào năm 1986–1987 (mùa 1–3)
- Leopold Hornung vào vai Torben Wöller, cảnh sát phó vào năm 2019–2020, anh trai của Benni/Bernadette (mùa 1–3)
- Tom Jahn vào vai Jürgen Obendorf, bố của Erik Obendorf vào năm 2019–2020 (mùa 1–3)
- Anna König vào vai Edda Heimann, nhà bệnh lý học vào năm 2019 (mùa 1, 3)
- Vico Mücke vào vai Yasin Friese, bạn của Elisabeth Doppler vào năm 2019 (mùa 1)
- Henning Peker vào vai Udo Meier, nhà bệnh lý học vào năm 1953–1954 (mùa 1–2)
- Barbara Philipp vào vai Selma Ahrens, người điều tra vào năm 1986 (mùa 1)
- Paul Radom vào vai Erik Obendorf, một chàng trai tuổi teen đi bán ma túy và bị mất tích vào năm 2019 (mùa 1)
- Anton Rubtsov vào vai Benni/Bernadette, người chuyển giới làm nghề mại dâm vào năm 2019–2020, em gái của Torben (mùa 1–3)
- Sammy Scheuritzel vào vai Kilian Obendorf, anh trai của Erik Obendorf và bạn học của Bartosz vào năm 2019 tại thế giới của Eve (mùa 1, 3)
- Anna Schönberg vào vai Donata Kraus, y tá và đồng nghiêp của Ines Kahnwald vào năm 1986 (mùa 1)
- Andreas Schröders vài vai công nhân nhà máy hạt nhân vào năm 2020 (mùa 2)
- Mieke Schymura vào vai Justyna Jankowski, cảnh sát phó vào năm 2019–2020 (mùa 1–3)
- Axel Werner vào vai Gustav Tannhaus, ông nội của H.G. Tannhaus và nhà tài phiệt có đam mê về du hành thời gian (mùa 3)
- Lea Willkowsky vào vai Jasmin Trewen, thư ký của Claudia Tiedemann vào năm 1986–1987 (mùa 1–3)
- Roland Wolf vào vai cảnh sát và đồng nghiệp của Egon Tiedemann vào năm 1953–1954 (mùa 1–2)

## Các phần
| Mùa | Mùa | Số tập | Số tập | Phát hành gốc       | Phát hành gốc       |
| --- | --- | ------ | ------ | ------------------- | ------------------- |
|     | 1   | 10     | 10     | 1 tháng 12 năm 2017 | 1 tháng 12 năm 2017 |
|     | 2   | 8      | 8      | 21 tháng 6 năm 2019 | 21 tháng 6 năm 2019 |
|     | 3   | 8      | 8      | 27 tháng 6 năm 2020 | 27 tháng 6 năm 2020 |

### Mùa 1 (2017)
| TT. tổng thể | TT. trong mùa phim | Tiêu đề                                                            | Đạo diễn      | Biên kịch                     | Ngày phát sóng gốc  |
| --- | ------------------ | ------------------------------------------------------------------ | ------------- | ----------------------------- | ------------------- |
| 1 | 1                  | "Secrets" "Geheimnisse"                                            | Baran bo Odar | Jantje Friese                 | 1 tháng 12 năm 2017 |
| Vào tháng 6 năm 2019, Michael Kahnwald tự sát ở tuổi 43, nhưng mẹ nuôi của ông đã giấu di thư của ông mà không để cho ai biết. Vào ngày 4 tháng 10, sau gần 2 tháng chữa trị tại bệnh viện tâm thần, con trai của Michael là Jonas trở về cuộc sống bình thường và hội ngộ với người bạn thân nhất của cậu là Bartosz Tiedemann; Bartosz hiện đang hẹn hò với Martha, người mà cậu đang yêu thầm. Cậu học trò, Erik Obendorf, hay bán thuốc phiện ở trường cấp ba đã bị mất tích được hai tuần, và cảnh sát Ulrich Nielsen được giao phó nhiệm vụ điều tra vụ mất tích và đang lâm vào ngõ cụt. Trong khi đó, Ulrich cũng đang ngoại tình với mẹ của Jonas (Hannah). Một nhóm tuổi teen bao gồm Jonas, Bartosz, ba anh em Nielsen và Franziska cũng tham gia để giúp tìm tung tích của Erik. Trong khi đang tìm kiếm túi cỏ của Erik trong hang động gần nhà máy hạt nhân, nhóm nhóc bị hoảng sợ bởi tiếng động lạ và đèn pin bị chớp liên tục; Mikkel bị mất tích. Ngày hôm sau, xác chết của một cậu bé được tìm thấy nhưng không phải là Mikkel. Ở một địa điểm bí ẩn, một người đàn ông chùm kín người đang buộc chặt Erik vào một cái ghế thí nghiệm. |                    |                                                                    |               |                               |                     |
| 2 | 2                  | "Lies" "Lügen"                                                     | Baran bo Odar | Jantje Friese & Ronny Schalk  | 1 tháng 12 năm 2017 |
| Sự mất tích của Mikkel làm Ulrich liên tưởng với vụ mất tích của em trai mình năm 1986, và ông bắt đầu tin rằng sự mất tích của Erik, Mikkel và cậu bé vô danh là có liên quan. Trong khi đang điều tra trong hang động, ông tìm thấy một cánh cửa bị khóa dẫn tới nhà máy hạt nhân. Giám đốc Aleksander Tiedemann từ chối yêu cầu lục soát nhà máy hạt nhân của Ulrich và loại bỏ bố của Erik Obendorf, người điều hành nhà máy hạt nhân, ra khỏi danh sách nghi phạm. Cảnh sát trưởng Charlotte Doppler đọc kết quả xét nghiệm cho thấy cậu bé mặc đồ của những năm 80, chết 16 giờ trước và tai của cậu đã bị phá hủy bởi áp suất cực đại. Khi đèn đường chớp liên tục và chim chết hàng loạt, Charlotte bắt đầu cảm thấy lo lắng. Trong lúc đó, một người lạ mặt xuất hiện và thuê phòng khách sạn của Regina, mẹ của Bartosz. Mẹ của Ulrich là Jana nói dối với ông để bảo vệ chồng bà, Tronte. Vào đêm Mads mất tích, bà biết rõ là chồng bà đã không có ở nhà. Vào bình minh, Mikkel bàng hoàng tỉnh dậy trong hang động, chạy về nhà và phát hiện cậu đang sống vào ngày 5 tháng 11 năm 1986. |                    |                                                                    |               |                               |                     |
| 3 | 3                  | "Past and Present" "Gestern und Heute"                             | Baran bo Odar | Jantje Friese & Marc O. Seng  | 1 tháng 12 năm 2017 |
| Vào năm 1986, bốn tuần sau khi Mads Nielsen bị mất tích, Egon Tiedemann tìm thấy một cậu bé bị lạc đường tên là Mikkel và nghi ngờ rằng cậu ta bị Ulrich đánh. Y tá Ines điều trị cho Mikkel và lấy được lòng tin của cậu. Tại nhà máy hạt nhân, Claudia Tiedemann trở thành giám đốc mới và cãi nhau với cựu giám đốc Bernd Doppler khi ông tiết lộ bí mật về những cái thùng được giấu kỹ trong cái hang động gần đó. Helge, con trai của Bernd, tặng cho Claudia một quyển sách có tựa đề Eine Reise durch die Zeit (Một Cuộc Hành Trình Xuyên Thời Gian) bởi H. G. Tannhaus. Điện của thị trấn bỗng nhiên chớp nháy liên tục, một cô gái tuổi teen tên là Charlotte bắt đầu đi điều tra cái chết của những con chim, Hannah yêu thầm Ulrich, và Regina bị bắt nạt và bắt đầu tự cắt cơ thể mình. Một đàn cừu chết do bị tim mạch và màng tai của chúng bị vỡ nát; một người đàn ông làm đồng hồ đang loay hoay sửa một cái máy kỳ lạ. Mikkel trốn khỏi bệnh viện và trở về cái hang; sau khi bị gãy chân, cậu la lên cầu cứu. Vào năm 2019, Ulrich cũng đi vào cái hang đúng lúc đó và nghe thấy tiếng kêu của con trai mình nhưng không thể nhìn thấy cậu. |                    |                                                                    |               |                               |                     |
| 4 | 4                  | "Double Lives" "Doppelleben"                                       | Baran bo Odar | Martin Behnke & Jantje Friese | 1 tháng 12 năm 2017 |
| Vào năm 2019, Jonas tìm thấy bản đồ và ghi chú về cái hang động trong ga ra ở nhà trong khi Charlotte đang cố tìm ra mối liên kết giữa những cậu bé mất tích và những con chim bị chết. Những con chim có điểm tương đồng với cậu bé bị chết là tai của chúng bị nổ. Những con chim có những triệu chúng giống như những con chim sau thảm họa Chernobyl, và Charlotte bắt đầu nghi ngờ vụ này có liên quan tới những sự kiện ở Widen vào năm 1986. Cuộc sống hôn nhân của cô với nhà tâm lý học Peter đang trên bờ đổ vỡ khi cô phát hiện chồng mình ngoại tình với cô gái mại dâm chuyển giới, và cô còn phát hiện bằng chứng chồng mình không có ở nhà vào ngày Mikkel mất tích. Con gái lớn nhất của họ, Franziska, tiết lộ với Magnus Nielsen rằng cô tính bỏ nhà đi bụi bởi vì không chịu được sự xung đột của ba mẹ cô. Em gái câm điếc của Franziska là Elisabeth bị mất tích sau giờ học nhưng trở về nhà sau đó. Elisabeth kể rằng cô gặp một người đàn ông bí ẩn tên là Noah, và ông đưa cho cô cái đồng hồ của mẹ cô. Trong khi đó, bố của Peter là Helge, bị đãng trí, lang thang trong rừng và tuyên bố rằng ông phải ngăn chặn Noah. Sáng hôm sau, một người lạ mặt tới gặp bạn của Elisabeth là Yasin và tự nhận rằng Noah sai anh tới. |                    |                                                                    |               |                               |                     |
| 5 | 5                  | "Truths" "Wahrheiten"                                              | Baran bo Odar | Martin Behnke & Jantje Friese | 1 tháng 12 năm 2017 |
| Vào năm 1986, Noah tới thăm Mikkel ở bệnh viện. Sau khi thấy cảnh Ulrich và Katharina làm tình, Hannah nói dối với cảnh sát rằng Ulrich đã hiếp dâm Katharina, và Ulrich bị bắt sau đó. Vào năm 2019, khi Yasin cũng bị mất tích, thị trấn bắt đầu hoang mang và lo sợ. Charlotte cho rằng Peter có liên quan tới những vụ mất tích của những đứa trẻ. Hannah muốn tiếp tục ngoại tình với Ulrich, nhưng ông đã từ chối trong tức giận. Tại khách sạn, người lạ mặt nhờ Regina gửi một món đồ cho Jonas trong khi anh ta đi công chuyện. Người lạ mặt gặp Jonas tại mộ của Michael và nói rằng bố của cậu đã từng cứu anh ta. Bartosz gặp người cung cấp cỏ cho Erik Obendorf, là Noah. Sau đó, Jonas nhận được món đồ từ người lạ mặt bao gồm đèn pin, bộ đếm Geiger và di thư của bố cậu. Trong lá thư, bố cậu giải thích rằng bố cậu chính là Mikkel và đã du hành thời gian về năm 1986 từ năm 2019. Ông được dạy dỗ bởi Ines, cưới Hannah và đẻ ra Jonas. Do đó, Mikkel Nielsen chính là Michael Kahnwald. |                    |                                                                    |               |                               |                     |
| 6 | 6                  | "Sic Mundus Creatus Est" (dịch Thus the World Was Created)         | Baran bo Odar | Jantje Friese & Ronny Schalk  | 1 tháng 12 năm 2017 |
| Vào năm 2019, gia đình của Mikkel đang xảy ra xung đột. Regina phát hiện ra cô bị ung thư vú, và Ulrich tìm ra sự thật rằng bố của ông đã ngoại tình với Claudia vào thời điểm Mads bị mất tích. Sau khi tìm hiểu Regina là người cuối cùng gặp Mads vào năm 1986, Ulrich đến chất vấn bà. Bà thú nhận rằng bà không có thiện cảm với Mads vì bị cậu ta bắt nát thời còn đi học. Bà còn tiết lộ chính Hannah là người đã phản bội ông hồi xưa. Sau đó, Ulrich đến nhà xác và phát hiện cậu bé bị chết chính là em trai ông bị mất tích 33 năm về trước, lạ thay em trai ông không già đi sau suốt thời gian đó. Trong khi đó, Jonas giấu mẹ cậu về bức di thư và đi vô hang động một mình. Với ghi chú của bố cậu và bộ đếm Geiger, cậu tìm cách cửa có khắc chữ tiếng Latin Sic mundus creatus est ("Từ đó thế giới được hình thành"). Sau khi bò qua thế giới bên kia, cậu thấy những tờ rơi có nội dung về cậu bé mất tích tên Mads. Một chiếc xe tải ngừng lại và mời cậu lên xe để họ chở đi một đoạn. Hai người trên xe là Hannah (14 tuổi) và bố cô Sebastian; họ cảnh báo Jonas nên cẩn thận vì mưa có thể bị nhiễm phóng xạ từ vụ Chernobyl. |                    |                                                                    |               |                               |                     |
| 7 | 7                  | "Crossroads" "Kreuzwege"                                           | Baran bo Odar | Jantje Friese & Marc O. Seng  | 1 tháng 12 năm 2017 |
| Vào năm 1986, Helge bị tình nghi vì ông có làm ở nhà máy hạt nhân vào ngày Mads bị mất tích, và Egon tra khảo ông về đêm hôm đó. Người lạ mặt cảnh báo Jonas rằng nếu đem Mikkel về thì cậu sẽ không tồn tại và không bao giờ được sinh ra đời. Katharina cố thanh minh cho Ulrich, nhưng Egon không tin cô. Helge và Noah đang chuẩn bị giấu xác chết của Yasin. Vào năm 2019, cảnh sát cuối cùng cũng được lệnh kiểm soát nhà máy hạt nhân, và Charlotte tìm thấy một cách cửa được hàn kín lại trong hang động. Ulrich vô tình phát hiện ra ghi chú của Egon vào năm 1986 và bắt đầu tình nghi Helge. Ông tới gặp Helge ở viện dưỡng lão; Helge bỗng trở nên sợ hãi và tuyên bố là có thể thay đổi quá khứ và tương lai. Ulrich bị đình chỉ công tác điều tra, và Katharina đối mặt với ông về chuyện ngoại tình. Charlotte phát hiện ra hệ thống hang động dẫn tới hầm kho đằng sau nhà gỗ nhỏ của Helge. Cô nhận được cuộc gọi nhỡ từ Ulrich với nội dung Ulrich tin rằng Helge là kẻ bắt cóc các đứa trẻ, và câu hỏi là khi nào chứ không phải là làm cách nào. Ulrich lấy cắp quyển sách Eine Reise durch die Zeit bởi H.G. Tannhaus của Helge. Tối hôm đó, Helge trốn viện dưỡng lão trong khi Ulrich đang rình phía sau. |                    |                                                                    |               |                               |                     |
| 8 | 8                  | "As You Sow, so You Shall Reap" "Was man sät, das wird man ernten" | Baran bo Odar | Martin Behnke & Jantje Friese | 1 tháng 12 năm 2017 |
| Vào năm 1953, những con chim bắt đầu chết, và xác chết của Erik và Yasin được phát hiện. Tuy nhiên, người ở năm đó không biết danh tính của hai xác chết này. Cảnh sát trưởng Daniel Kahnwald (bố của Ines) và cảnh sát Egon Tiedemann không thể lý giải được những bộ đồ kỳ quặc mà những đứa trẻ này đang mặc. Ulrich của năm 2019 du hành tới năm 1953 và gặp một số dân địa phương bao gồm hai mẹ con, Agnes Nielsen và con trai cô Tronte, vừa mới dọn tới thị trấn sống. Ulrich đến gặp H.G. Tannhaus, và ông nói rằng ông chưa từng viết quyển sách nào giống như quyển sách của Helge. Qua Ines và Jana, Ulrich tìm thấy hai thi thể, và ông nghĩ rằng nếu giết cậu bé Helge lúc 9 tuổi sẽ thay đổi tương lai và cứu được những đứa trẻ này. Ông dùng đá đập vào đầu Helge cho tới khi ông tưởng Helge đã chết, và ông quăng xác cậu vô cái hầm kho. Sau đó, Tannhaus tìm thấy smartphone của Ulrich. Vào năm 1986, người lạ mặt gặp Tannhaus già; ông thuyết trình về thuyết du hành thời gian qua lỗ giun. Người lạ mặt xác nhận lý thuyết của ông là đúng và tiết lộ Winden có một lỗ giun mà người ta có thể dùng nó để du hành thời gian 33 năm tới tương lai hoặc quá khứ. Anh nhờ Tannhaus sửa dùm cỗ máy thời gian của anh để anh có thể phá hủy lỗ giun đó. Trước đó, Tannhaus cũng đang chế tạo cái máy giống y chang cái máy của người lạ mặt. Ông đem hai cái ra so sánh và nghiên cứu chúng song song. |                    |                                                                    |               |                               |                     |
| 9 | 9                  | "Everything Is Now" "Alles ist Jetzt"                              | Baran bo Odar | Jantje Friese & Marc O. Seng  | 1 tháng 12 năm 2017 |
| Vào năm 1986, Ulrich trẻ được thả tự do, và Hannah vô tình phát hiện ra Aleksander Köhler là danh tính giả. Claudia tìm thấy con chó của cô bị thất lạc vào năm 1953 nhưng không già đi, và cô bắt đầu đọc quyển sách của Tannhaus. Khi Bernd tiết lộ sự thật là những cái thùng đó có chứa chất phóng xạ từ một sự cố hạt nhân, Claudia bí mật thuê Aleksander để hàn chặt cánh cửa trong hang lại. Trong một cuộc tranh luận giữa Helge và Noah về những đứa trẻ bị chết trong các cuộc thí nghiệm du hành thời gian của Noah, Noah tuyên bó rằng nhiệm vụ của ông là giải thoát nhân loại và tự nhận mình là Noah của Kinh thánh. Vào năm 2019, Hannah lấy bí mật quá khứ của Aleksander để uy hiếp ông phải phá hủy sự nghiệp của Ulrich. Cô nói dối với Katharina rằng Ulrich muốn bỏ gia đình của ông. Regina vô tình phát hiện ra nghiên cứu của người lạ mặt, và Jonas chia tay với Martha. Claudia đến gặp cháu ngoại của bà là Bartosz. Sau đó, Bartosz quyết định theo phe của Noah. Vào năm 1953, Helge bị mất tích, và Noah xuất hiện với tư cách là vị linh mục để an ủi mẹ của Helge là Greta. Ulrich bị bắt và đầu thú là đã muốn giết Helge. Claudia của năm 2019 đến gặp Tannhaus để nhờ ông chế tạo ra cỗ máy thời gian và đưa cho bản thảo của cái máy. |                    |                                                                    |               |                               |                     |
| 10 | 10                 | "Alpha and Omega" "Alpha und Omega"                                | Baran bo Odar | Jantje Friese & Ronny Schalk  | 1 tháng 12 năm 2017 |
| Vào đêm Mikkel mất tích, Peter đến hầm kho của Helge và thấy thân thể của Mads xuất hiện. Ông gọi Tronte tới, và Claudia bỗng nhiên xuất hiện. Sau đó, họ di chuyển cái xác chết. Vào năm 1986, Helge già muốn thay đổi quá khứ bằng cách đâm xe vào xe của phiên bản trẻ của mình nhưng chính ông lại bị chết. Jonas du hành tới năm 1986 để đưa Mikkel về với thực tại, nhưng Noah và Helge bắt cóc cậu. Jonas tỉnh dậy trong hầm kho và gặp người lạ mặt. Người lạ mặt tiết lộ rằng anh ta chính là Jonas đến từ tương lai. Mục đích của người lạ mặt là muốn phá hủy lỗ giun này bằng cỗ máy thời gian mà Tannhaus đã tạo ra cho anh từ cỗ máy bị hư và smartphone của Ulrich. Vào năm 2019, Charlotte tìm thấy tờ báo về vụ bắt cóc Helge vào năm 1953 bao gồm hình của Ulrich. Noah nói với Bartosz rằng Claudia là kẻ thù của mình, và Jonas lớn không hề biết là chính anh là người đã tạo ra lỗ giun mặc dù anh có ý định phá hủy nó. Vào năm 1953, Helge tỉnh dậy khi lỗ giun xuất hiện và thấy Jonas vào năm 1986. Khi Helge và Jonas chạm tay vào nhau, Helge du hành tới năm 1986, và Jonas du hành tới hậu tận thế năm 2052. Cậu bị một nhóm vũ trang bao vây và bị đánh bất tỉnh bởi một người phụ nữ. |                    |                                                                    |               |                               |                     |

### Mùa 2 (2019)
| TT. tổng thể | TT. trong mùa phim | Tiêu đề                                      | Đạo diễn      | Biên kịch                      | Ngày phát sóng gốc  |
| --- | ------------------ | -------------------------------------------- | ------------- | ------------------------------ | ------------------- |
| 11 | 1                  | "Beginnings and Endings" "Anfänge und Enden" | Baran bo Odar | Jantje Friese & Daphne Ferraro | 21 tháng 6 năm 2019 |
| Vào năm 1921, Noah trẻ và một người đàn ông khác đang xây dựng một hệ thống đường bên trong hang động để sau này trở thành lỗ giun. Noah giết chết người đàn ông đó sau khi nghi ngờ ông ta đã mất đi niềm tin. Noah trẻ được hướng dẫn bởi Noah lớn; họ là thành viên của nhóm du hành thời gian Sic Mundus dưới sự lãnh đạo của người đàn ông bị biến dạng tên là Adam. Adam ra lệnh cho Noah đi lấy những trang giấy bị xé mất trong quyển nhật ký của Claudia để chuẩn bị cho ngày tận thế sẽ diễn ra vào ngày 27 tháng 6 năm 2020. Vào ngày 21 tháng 6 năm 2020, sáu ngày trước ngày tận thế, tình hình ở Winden đang rất căng thẳng. Thanh tra Clausen tới thị trấn để giúp Charlotte và lực lượng cảnh sát điều tra về những đứa trẻ bị mất tích và bao gồm cả Helge, Jonas và Ulrich. Katharina bắt đầu thăm dò cái hang động để tìm kiếm câu trả lời. Martha chia tay với Bartosz; Bartosz hiện đang làm việc cho Noah. Jonas lớn từ tương lai tiết lộ danh tính thật của anh cho mẹ của anh là Hannah. Aleksander ra lệnh cho người của ông đưa các thùng có chứa chất phóng xạ vào nhà máy hạt nhân. Vào năm 2053, Jonas trẻ vẫn còn đang bị kẹt ở thế giới tương lai và muốn thay đổi quá khứ bằng cách ngăn chặn ngày tận thế. Tuy nhiên, nhóm người sống sót với thủ lĩnh là Elisabeth đang để mắt tới cậu. Elisabeth ra lệnh cấm bất cứ ai đi vào đống đổ nát của nhà máy hạt nhân và sẽ xử tử bất cứ ai lén vào. Jonas vẫn liều mạng lén vào và phát hiện một vật hình cầu màu đen trong đó.        |                    |                                              |               |                                |                     |
| 12 | 2                  | "Dark Matter" "Dunkle Materie"               | Baran bo Odar | Jantje Friese & Ronny Schalk   | 21 tháng 6 năm 2019 |
| Vào năm 1987, Mikkel gặp khó khăn thích nghi với cuộc sống mới với mẹ nuôi của cậu là Ines. Claudia già đến gặp phiên bản trẻ của bà và đưa cho cô tọa độ của cỗ máy thời gian được chôn sau sân nhà bà. Egon đã về hưu, đang bị bệnh ung thư và bắt đầu thấy hối hận về vụ những đứa trẻ bị chết vào năm 1953. Ông đến hỏi Helge và Ulrich. Ulrich bây giờ đã già sau 34 năm bị giam cầm oan vì tội giết con nít. Ulrich nói với Egon là ông vẫn quá ngây thơ và không biết gì. Vào năm 2020, Clausen và Charlotte phỏng vấn Regina, hiện tại đang bị ung thư. Bà tiết lộ rằng có một người lạ mặt đến khách sạn của bà thuê phòng, biến mất sau đó và để lại một số đồ vật bao gồm một số trang giấy từ quyển sách của Tannhaus. Điều này khiến Charlotte thắc mắc về bố mẹ của cô. Jonas lớn tiết lộ với Hannah về du hành thời gian và đưa cô về năm 1987 để thấy Mikkel trong nhà của Ines. Vào năm 2053, Jonas tìm thấy những cuộn băng ghi âm của Claudia về "Hạt Chúa", vật cầu trong nhà máy hạt nhân có thể dùng làm cỗ máy thời gian. Cậu phải đi ăn cắp xăng để khởi động cỗ máy và bị bắt bởi Elisabeth. Jonas xém bị treo cổ tới chết và bị nhốt vô tù. Silja bắt đầu nghi ngờ về lời tiên tri và thả Jonas. Hai người họ tới vật hình cầu và khởi động nó. Jonas đi vào trong và bỏ lại Silja phía sau. |                    |                                              |               |                                |                     |
| 13 | 3                  | "Ghosts" "Gespenster"                        | Baran bo Odar | Jantje Friese & Marc O. Seng   | 21 tháng 6 năm 2019 |
| Vào năm 1954, cậu bé Helge bị thương tật trở về sau khi bị mất tích suốt 7 tháng; cậu từ chối nói chuyện với bất cứ ai trừ linh mục Noah. Trong suốt 7 tháng đó, cậu và Noah đã cùng nhau thiết kế cỗ máy thời gian mới vào năm 1987. Doris ngoại tình với Agnes. Sau đó, Claudia già gặp Agnes, cựu thành viên hội Sic Mundus. Agnes phản bội Claudia và tiết lộ địa điểm của bà cho Noah với mong muốn được gia nhập lại vào hội Sic Mundus. Claudia đưa cho Tannhaus quyển sách do chính ông viết ở tương lai và đến gặp bố bà thời trẻ để xin lỗi. Tuy nhiên, bố bà không nhận ra bà. Noah chờ sẵn trong rừng và đã bắn chết bà khi thấy bà. Noah tìm thấy những trang giấy bị mất và bất ngờ với những gì mình đọc được. Noah nói dối với Adam về chuyện này. Egon thẩm vấn Helge và Ulrich về vụ việc năm xưa và thất bại trong việc tìm manh mối mới. Vào năm 1987, Egon đến thăm Ulrich già tại viện tâm thần. Ulrich tiết lộ cho Egon danh tính thật của mình khiến ông nhớ lại câu chuyện của Mikkel vào năm 1986. Sau khi nói chuyện với Ines, Egon đưa cho Ulrich tấm hình về Mikkel, và Ulrich liền tấn công Egon và bị kiềm lại. Claudia tới thăm Helge và dùng cỗ máy thời gian để du hành tới năm 2020; bà bật khóc khi thấy con gái bà là Regina đang sắp chết tại nhà. |                    |                                              |               |                                |                     |
| 14 | 4                  | "The Travelers" "Die Reisenden"              | Baran bo Odar | Jantje Friese & Martin Behnke  | 21 tháng 6 năm 2019 |
| Jonas du hành tới năm 1921 và bị thương. Cậu được chăm sóc bởi những người bản xứ. Cậu tính trở về lại năm 2020, nhưng cánh cửa xuyên không vẫn chưa được xây vào thời điểm đó. Noah dẫn cậu đến gặp Adam; ông tiết lộ rằng ông chính là cậu đến từ tương lai. Vào năm 2020, Jonas lớn và Hannah gặp Charlotte và Peter tại hầm kho, và họ bàn về sự tồn tại của du hành thời gian. Katharina cũng được tiết lộ, nhưng cô có vẻ không tin. Claudia du hành tới tương lai và tới thư viện để xem thông báo về cái chết của cha cô. Clausen phỏng vấn Aleksander về tên họ của ông, Köhler, trước khi ông cưới Regina. Martha, Magnus, Franziska, và Elisabeth lục soát cái hang động và bắt gặp Bartosz đang mang theo cỗ máy thời gian. Nhóm nhóc lấy cỗ máy thời gian và trói Bartosz trong hang động. Katharina lục lại hình lớp học của năm 1987 và thấy Mikkel. Điều này chứng minh cho việc du hành thời gian. Vào năm 2053, Silja đi vào nhà máy hạt nhân và bị Elisabeth chỉ súng vô người. Họ tranh cãi, và Elisabeth thú nhận là cô biết về Hạt Chúa. |                    |                                              |               |                                |                     |
| 15 | 5                  | "Lost and Found" "Vom Suchen und Finden"     | Baran bo Odar | Jantje Friese & Ronny Schalk   | 21 tháng 6 năm 2019 |
| Vào năm 1921, Adam bàn triết lý với Jonas; cậu thất vọng khi biết tương lai cậu sẽ trở thành một người đàn ông nhẫn tâm. Adam tiết lộ với Jonas về "lỗ hổng" có thể thay đổi quá khứ và cho anh xem Hạt Chúa có khả năng như một cỗ máy thời gian. Jonas quyết định trở về một ngày trước khi cha cậu tự sát để thuyết phục cha cậu đừng làm như vậy. Vào năm 1987, Claudia kêu Egon dọn vô sống chung với cô với hy vọng giúp ông thoát chết. Ulrich trốn thoát khỏi viện tâm thần và đến thăm Mikkel tại nhà của Kahnwald. Sau khi nói chuyện, Mikkel nhận ra rằng ông già này chính là bố của cậu. Ulrich đã cố cùng Mikkel trốn thoát bằng cái hang nhưng bị cảnh sát bắt lại. Mikkel trở về với Ines, và Ulrich trở về viện tâm thần. Vào năm 2020, Katharina cố giải thích với Magnus và Martha về du hành thời gian, nhưng con của cô không tin cô vì hành vi xa lạ của cô. Sau đó, cô tới gặp Hannah để hỏi thêm về du hành thời gian. Jonas lớn bỏ lại sợi dây chuyền cho Martha và đến nhà Doppler để gặp Charlotte. Charlotte giải thích rằng Tannhaus không phải là ông ruột của cô, và cô chưa bao giờ biết bố mẹ mình là ai. Magnus, Martha, Franziska, và Elisabeth trở lại cái hang động, và Bartosz bắt đầu giải thích về cỗ máy thời gian và đem cả nhóm tới năm 1987. Noah tới gặp Charlotte tại tiệm đồng hồ của Tannhaus và tiết lộ ông là bố ruột của cô. |                    |                                              |               |                                |                     |
| 16 | 6                  | "An Endless Cycle" "Ein unendlicher Kreis"   | Baran bo Odar | Jantje Friese & Martin Behnke  | 21 tháng 6 năm 2019 |
| Jonas du hành tới ngày 20 tháng 6 năm 2019 để ngăn Michael tự sát. Jonas của năm 2019 đến bờ hồ với Martha, Bartosz, và Magnus. Michael gặp chính phiên bản còn nhỏ của anh; Charlotte và Peter xung đột khi Peter bị phát hiện ngoại tình. Aleksander lo lắng rằng quá khứ của ông sẽ bị bại lộ. Sau khi thấy phiên bản quá khứ của mình bỏ đi, Jonas đến gặp Martha và có những giây phút lãng mạn. Jonas và Hannah tới nhà Nielsen để làm tình; cùng lúc đó, Ulrich bắt đầu ngoại tình với Hannah. Jonas tới thuyết phục cha cậu đừng tự sát. Tuy nhiên, cha cậu nói rằng anh không có ý định tự sát và tiết lộ rằng chính Jonas là người đã dẫn Mikkel tới quá khứ. Sau khi đọc bức di thư do chính mình viết ở tương lai, Michael nghĩ rằng rất có thể sự xuất hiện của Jonas là để anh biết phải nên làm gì và nên viết gì. Claudia già xuất hiện và thuyết phục Jonas và Michael rằng Michael phải tự sát và Mikkel phải du hành về quá khứ để sau này sinh ra Jonas. Claudia già nói rằng vai trò của cậu trong vòng tuần hoàn quan trọng hơn cậu nghĩ. Vào năm 1921, hai thành viên của hội Sic Mundus — phiên bản già của Magnus và Franziska — nói chuyện với Adam. |                    |                                              |               |                                |                     |
| 17 | 7                  | "The White Devil" "Der weiße Teufel"         | Baran bo Odar | Jantje Friese & Marc O. Seng   | 21 tháng 6 năm 2019 |
| Vào năm 1954, Egon nghe tin thi thể của Claudia được phát hiện, và thân thể bà có lượng phóng xạ lớn một cách bất thường. Họ tưởng rằng Claudia bắt cóc Helge, nhưng cậu nói rằng một người đàn ông nào đó đã kể cho cậu về một người phụ nữ với tên gọi White Devil. Hannah du hành thời gian tới năm 1954 với tên mới là Katharina Nielsen và đòi gặp Ulrich tại viện tâm thần. Sau khi gặp Ulrich, anh hứa sẽ bỏ vợ theo Hannah nếu như cô giúp anh thoát khỏi viện tâm thần, nhưng Hannah không tin và bỏ đi một cách lạnh lùng. Vào năm 1987, Claudia cố ngắn chặn cái chết của bố cô. Egon thắc mắc là tại sao Ulrich lại muốn trốn vào cái hang động đó, nhưng Claudia quả quyết rằng chả có gì trong hang động. Ông chợt nhận ra rằng cô biết về du hành thời gian và nghĩ rằng cô đã giữ bí mật đó một cách ích kỷ nhằm trục lợi riêng. Họ tranh chấp để dành lấy cái điện thoại, và Egon bị té và đập đầu. Trước khi chết, Egon trăng trối rằng cô chính là White Devil. Jonas trẻ xuất hiện và nói với Claudia rằng họ có thể thay đổi tất cả. Vào năm 2020, Martha gặp Jonas lớn và sốc khi biết rằng Jonas chính là cháu trai ruột của cô. Clausen chất vấn Aleksander về lý lịch của ông và tiết lộ rằng em trai của mình tên là Aleksander Köhler và bị mất tích vào năm 1986. Clausen còn nói rằng ông nhận được một lá thư ẩn danh. Trong đó ghi rằng ông sẽ tìm được câu trả lời cho sự mất tích của em trai mình tại Winden.                                                                     |                    |                                              |               |                                |                     |
| 18 | 8                  | "Endings and Beginnings" "Enden und Anfänge" | Baran bo Odar | Jantje Friese & Daphne Ferraro | 21 tháng 6 năm 2019 |
| Bartosz gửi cho Regina lời nhắn cuối cùng của Claudia: đó là tấm hình chụp chung của họ năm 1986. Jonas trẻ giải thích với Claudia lớn rằng Claudia già đã hướng dẫn cậu cách cứu thế giới trong khi Adam muốn hủy diệt nó. Wöller tiết lộ với Charlotte rằng anh đã giúp Aleksander chôn giấu những chất thải phóng xạ trong nhà máy hạt nhân. Charlotte tin rằng những chất phóng xạ đó có liên quan tới ngày tận thế. Noah nói với Adam rằng ông đã tìm thấy những trang giấy bị mất và tính bắn chết Adam, nhưng cây súng không nổ. Adam tuyên bố ông không thể bị giết vì đó không phải là vận mệnh của ông. Ông nói thêm rằng Elisabeth sẽ thành vợ của Noah và đồng nghĩa là mẹ của Charlotte. Magnus, Franziska, và Agnes xuất hiện. Sau đó, Agnes bắn chết Noah với chính cây súng của ông. Jonas trẻ và Claudia khởi động cánh cổng xuyên thời gian trong hang động, liên kết quá khứ và tương lai. Noah trẻ đến gặp Jonas lớn và đưa cho anh lá thư đến từ Martha. Jonas trẻ và Martha đoàn tụ, nhưng Martha bị Adam bắn chết. Tại nhà máy hạt nhân, Clausen ra lệnh đào các chất thải hạt nhân lên bao gồm vật chất tối. Vào năm 2053, Elisabeth bật cỗ máy thời gian lên cùng lúc với Magnus và Franziska vào năm 1921. Katharina du hành thời gian qua cánh cửa xuyên thời gian trong hang động. Elizabeth của năm 2053 thấy Charlotte của năm 2020 qua lỗ hỏng chân không. Trước khi tận thế tới, Jonas trẻ gặp Martha thứ hai. Cô tự nhận là cô đến từ thế giới khác chứ không phải thời gian khác. |                    |                                              |               |                                |                     |

### Mùa 3 (2020)
| TT. tổng thể | TT. trong mùa phim | Tiêu đề                                 | Đạo diễn      | Biên kịch                    | Ngày phát sóng gốc  |
| --- | ------------------ | --------------------------------------- | ------------- | ---------------------------- | ------------------- |
| 19 | 1                  | "Deja-vu"                               | Baran bo Odar | Jantje Friese                | 27 tháng 6 năm 2020 |
| Vào năm 1987, ba phiên bản "Unknown" đốt nhà thờ "Sic Mundus" và ám sát Bernd Doppler tại nhà của ông rồi lấy đi chìa khóa cho nhà máy hạt nhân. Vào lúc tận thế diễn ra vào năm 2020, Jonas và Martha "khác" du hành tới chiều không gian mà Jonas chưa bao giờ được sinh ra đời; Martha sau đó biến mất. Vào tháng 11 năm 2019 trong chiều không gian khác, Katharina và Ulrich đã ly dị; Hannah đang có thai và là vợ của Ulrich; Ulrich đang ngoại tình với Charlotte; Franziska bị điếc thay vì Elisabeth; Peter là mục sư thay vì là nhà tâm lý học; Martha đang hẹn hò với Kilian thay vì Bartosz; Regina đã chết. Jonas gặp Martha già. Bà nói rằng mặc dù cậu không tồn tại ở thế giới này, nhưng nó vẫn sẽ kết thúc lặp đi lặp lại. Martha khác du hành tới ngày 21 tháng 9 năm 1888 để gặp Jonas lớn. Anh đang chế tạo một cái máy có thể kích hoạt Hạt Chúa. Martha khác nói với anh rằng cô đến đây để tìm cội nguồn của các sự kiện trong cả hai thế giới. |                    |                                         |               |                              |                     |
| 20 | 2                  | "The Survivors" "Die Überlebenden"      | Baran bo Odar | Jantje Friese & Marc O. Seng | 27 tháng 6 năm 2020 |
| Vào năm 1888, Franziska, Magnus, Bartosz và Jonas lớn phát hiện ra sự tồn tại của chiều không gian khác tại Xưởng Máy Tannhaus. Bartosz kể với Martha họ tới 1888 bằng cách nào. Gustav Tannhaus, ông nội của H. G. Tannhaus, hứa với Jonas rằng ông có thể tạo ra thiên đường. Bartosz dẫn Martha tới căn nhà bí mật. Heinrich Tannhaus (bố của Gustav) đã cố chế tạo ra cỗ máy thời gian để ngăn ngừa cái chết của vợ ông. Martha tiết lộ với Bartosz rằng Jonas là Adam. Năm 1987, Katharina lớn đến thăm Ulrich ở bệnh viện tâm thần và hứa sẽ giúp ông thoát khỏi đó. Cuộc hôn nhân giữa Tronte và Jana đang căng thẳng sau cái chết của Mads và Tronte bị phát hiện ngoại tình với Claudia. Tronte đến thăm Regina; ông tin rằng Regina là con gái của ông. Ông quyết định dừng điều tra sự mất tích của Claudia để bảo vệ cuộc hôn nhân của chính mình. Cùng lúc đó, Unknown lẻn vào nhà máy hạt nhân và giết chết cô thư ký của Claudia. Tháng 9 năm 2020, ba tháng sau ngày tận thế, Claudia lớn đang chăm sóc Regina và đang tìm cách thay đổi quá khứ. Regina bị Tronte già giết chết trong khi Claudia đang đi vắng. Peter và Elisabeth đi tìm Charlotte và Fransizka và phát hiện Widen đã bị phỏng tỏa. Họ gặp Noah trẻ đang cư trú trong các hang động tại Winden; cậu nói cậu sẽ bảo vệ Elisabeth sau khi Peter bị giết. Năm 2019 trong chiều không gian khác, Martha già cho Jonas thấy gia phả của toàn bộ Winden. Bà nói với cậu rằng cả hai thế giới đều sẽ có kết cục như nhau, và tận thế sẽ xảy ra ở thế giới này trong vòng ba ngày tới. |                    |                                         |               |                              |                     |
| 21 | 3                  | "Adam and Eva" "Adam und Eva"           | Baran bo Odar | Jantje Friese                | 27 tháng 6 năm 2020 |
| Năm 1888, Unknown ám sát Gustav Tannhaus. Bartosz đánh nhau với Jonas vì tức giận Jonas giấu chuyện anh chính là Adam. Martha lấy lòng tin của Jonas bằng cách đưa cho anh một thứ có thể kích hoạt Hạt Chúa. Jonas thử kích hoạt nó, nhưng nguồn điện bị sập. Trong lúc đó, Martha du hành tới năm 2053 để báo cáo với Adam. Năm 2019 trong chiều không gian khác, Martha già tiết lộ với Jonas rằng bà là "Eva"—phiên bản đối chiếu của Adam trong thế giới này—và mối liên kết của bà với Jonas kết nối hai thế giới lại bởi một nút thắt không thể nào tách biệt. Eva nói rằng bà muốn cứu cả hai thế giới trong khi Adam muốn hủy diệt chúng, và nếu Jonas muốn Martha sống sót, cậu phải hướng dẫn Martha khác trở thành Eva trong tương lai. Sau đó, Unknown xuất hiện và đưa chìa khóa đến phòng hệ thống điều khiển thể tích của nhà máy hạt nhân cho Eva. Trong lúc đó, Ulrich báo với nhân viên của ông rằng Kilian, Bartosz, Franziska, Magnus và Martha phát hiện ra một cơ thể không thể nhận dạng có đeo thẻ ID mang tên Mads Nielsen. Charlotte tới một hầm kho và tìm thấy mặt dây chuyền của Helge. Hannah phát hiện ra mối ngoại tình của Ulrich và uy hiếp Aleksander phải hủy hoại cuộc đời của Charlotte. Helge đầu thú với cảnh sát rằng chính ông đã giết chết Mads. Jonas giải thích về du hành thời gian với Martha khác và đưa cô tới lỗ giun trong hang. Sau đó, hai người xuất hiện ở một sa mạc và gặp Martha lớn; Martha lớn nói với họ rằng họ đang ở tương lai. |                    |                                         |               |                              |                     |
| 22 | 4                  | "The Origin" "Der Ursprung"             | Baran bo Odar | Jantje Friese                | 27 tháng 6 năm 2020 |
| Năm 1954, Tronte trẻ gặp Unknown. Unknown tiết lộ rằng anh đã gặp mẹ cậu rất lâu trong quá khứ và là người đặt tên cho cậu (Unknown là bố của Tronte). Anh đưa cho Tronte cái vòng tay có hình dạng ouroboros. Egon đang ngoại tình với Hannah lớn và đưa cho cô sợi dây chuyền Thánh Christopher. Doris tới gặp Egon để nhờ tìm Agnes Nielsen giúp cô và gặp Unknown tại nhà thờ. Unknown gợi ý rằng Egon đang ngoại tình. Hannah phát hiện là mình có bầu và nói cho Egon biết. Egon nghi ngờ bầu thai và đưa tiền cho Hannah phá thai. Egon định quay lại với Doris, nhưng cô quyết định ly hôn. Điều này đã khiến Egon sau này trở thành nghiện rượu. Hannah gặp Helene Albers, mẹ của Katharina, trong khi đợi phá thai. Cuối cùng, cô đổi ý và bỏ dợi dây chuyền ở lại rồi bỏ đi. Jana được Tronte tặng vòng tay ouroboros và bắt đầu đem lòng yêu cậu ta. Sau đó, Tronte làm tình với Claudia. Unknown dùng súng uy hiếp thị trưởng phải ký vào giấy phép để xây dựng nhà máy hạt nhân Adam đã dời tổ chức Sic Mundus tới năm 2053. Agnes và Adam nhìn Hạt Chúa trong an toàn, và Agnes nói rằng cô biết nguồn gốc của vòng tuần hoàn. Sau đó, cô bước vào Hạt Chúa. Thế giới của Eva vào năm 2052—đã bị biến thành sa mạc sau ngày tận thế—Jonas và Martha gặp Martha lớn ở hầm kho. Cô nói rằng họ có thể ngăn ngừa ngày tận thế nếu họ có thể chặn việc mở các thùng chứa chất phóng xạ ở nhà máy hạt nhân. Chỉ một trong hai thế giới được cứu, Jonas phải chọn cứu thế giới của Eva thay vì thế giới của cậu. Sau khi họ đi, Noah của thế giới Eva tới và quan sát toàn bộ gia phả cùng với Martha lớn. Cô nói rằng các gia đình ở Winden thật chất là vòng tròn vô tận, và tất cả đều bắt nguồn từ Jonas và Martha. Martha và Jonas trở về năm 2019 và làm tình. Trong lúc đó vào năm 2053 trong thế giới của Adam, ông tiết lộ rằng Martha đã có bầu với Jonas. Con của cô chính là Unknown, và nó là cội nguồn của toàn bộ gia phả. |                    |                                         |               |                              |                     |
| 23 | 5                  | "Life and Death" "Leben und Tod"        | Baran bo Odar | Jantje Friese                | 27 tháng 6 năm 2020 |
| Năm 1987, Katharina đang cố giúp Ulrich trốn thoát và lên hế hoạch đánh cắp thẻ điện tử từ mẹ của cô Helene. Mẹ cô làm việc ở bệnh viện tâm thần. Cô bám đuôi Helene trong rừng rồi một cuộc cọ xát diễn ra. Helene dùng đá đập Katharina tới chết rồi giấu xác cô ở dưới đáy hồ. Helene vô tình làm rớt mặt dây chuyền Thánh Christopher ở bờ hồ (Jonas và Martha sẽ vô tình nhặt được nó vào năm 2019). Trong lúc đó, H.G. Tannhaus tiết lộ với Charlotte trẻ rằng ông nhận được cô từ hai người phụ nữ bí ẩn ngay sau khi con trai ông và vợ anh chết trong một vụ tai nạn xe; ông cũng không biết bố mẹ thật của cô là ai. Charlotte đang đau buồn thì gặp Peter tại trạm xe buýt; cậu tới Winden để gặp bố cậu, Helge, lần đầu tiên trong đời. Vào năm 2020, Peter tiếp tục tìm kiếm con gái cả và vợ mình. Elisabeth từ chối tìm kiếm tiếp và thức tỉnh Peter rằng họ đã chết. Khi cô về tới xe moóc, cô bị một kẻ lạ bắt trói và hiếp dâm. Peter về kịp lúc để cứu cô nhưng bị giết. Elisabeth dùng bình cứu hỏa đập chết tên hiếp dâm. Cô bỏ đi tới cái hang và gặp Noah. Trong khi đó, Claudia gặp Claudia từ thế giới của Eva và nghe tin rằng Jonas sẽ trở thành Adam. Adam muốn hủy duyệt cả hai thế giới để mở nút thắt chuỗi sự kiện kết nối chúng lại với nhau. Claudia phiên bản Eva đưa Claudia quyển nhật ký triquetra và nhờ cô cứu cả hai thế giới. Vào năm 2053, Adam thuyết phục Charlotte làm một nhiệm vụ cho ông. Charlotte và Elisabeth nói lời chia tay với Franziska và bước vào hạt Chúa. Năm 2019 trong thế giới của Eva, Jonas cùng Martha đi tới nhà máy hạt nhân để phòng ngừa ngày tận thế, nhưng khi Martha vô tình làm trầy mặt của cô, Jonas nhận ra rằng Eva đã nói dối cậu. Thật ra, cậu và Martha đang tiếp diễn chuỗi sự kiện đã xảy ra ở thế giới Eva. Họ tới đối chất Eva; Eva xuất hiện cùng với phiên bản trung niên của mình. Bà nói với Jonas rằng cậu đã hoàn thành nhiệm vụ của cậu ở thế giới này. Sau đó, một Martha tuổi teen khác xuất hiện và bắn chết Jonas. |                    |                                         |               |                              |                     |
| 24 | 6                  | "Light and Shadow" "Licht und Schatten" | Baran bo Odar | Jantje Friese & Marc O. Seng | 27 tháng 6 năm 2020 |
| Năm 2020, Claudia đi tới nhà máy hạt nhân bị bỏ hoang và tìm thấy hạt Chúa trong trạng thái thụ động. Cô gặp Jonas và thuyết phục cậu giúp cô tái thiết lại hạt Chúa. Năm 2052 trong thế giới của Eva, bà giải thích với Martha mặt thẹo rằng thời điểm Martha chết ở thế giới của Adam là điểm nối giữa hai chiều không gian. Một chiều không gian, Jonas được cứu bởi Martha khác, đưa tới thế giới của Eva và bị giết. Còn chiều không gian kia, Jonas không gặp Martha khác và sống sót để trở thành Adam. Những chuỗi sự kiện phân nhánh cùng tồn tại trong vướng mắc lượng tử. Martha du hành tới ngày tận thế trong thế giới của Eva. Cô thuyết phục Bartosz. Khi không thể liên lạc Aleksander, họ chạy tới nhà máy hạt nhân. Trên đường đi, Magnus và Franziska lớn từ thế giới Adam xuất hiện và nói rằng Eve nói dối. Martha nhận nhiệm vụ cứu Jonas thoát chết vào ngày tận thế trong thế giới của Adam. Bartosz được Bartosz lớn cứu. Eva gửi các thành viên trong hội Erit Lux để thực hiện các nhiệm vụ nhằm giữ nút thắt giữa hai thế giới. Trong khi đó, Unknown du hành tới năm 1986 để gây ra tai nạn tạo ra chất thải phóng xạ cesium tại nhà máy hạt nhân. Chất phóng xạ cesium sau này sẽ tạo ra lỗ giun và ngày tận thế. Năm 2019, Aleksander và Charlotte mở thùng chất thải phóng xạ ra và vô tình giải phóng vật chất đen và gây ra ngày tận thế trong thế giới của Eva. Năm 2053 trong thế giới của Adam, ông giam Martha. Ông muốn phá hủy nguồn gốc của cả hai thế giới bằng cách kích hoạt hạt Chúa cùng lúc với thời điểm tận thế của cả hai thế giới. Năng lực của cả hai ngày tận thế phóng vào Martha, giết cô và đứa bé trong bụng cô. |                    |                                         |               |                              |                     |
| 25 | 7                  | "In Between Time" "Zwischen der Zeit"   | Baran bo Odar | Jantje Friese                | 27 tháng 6 năm 2020 |
| Tập này bao gồm các sự kiện khác diễn ra trong Winden từ năm 1888 tới 2053. Sự kiện bắt đầu với H. G. Tannhaus diễn giải nghịch lý con mèo của Schrodinger. Nó tượng trưng cho hai chuỗi sự kiện bị phân nhánh trong ngày tận thế năm 2020. Trong một chiều không gian, Martha của thế giới Eva cứu Jonas thoát chết, và trong một chiều không gian khác, cô bị Bartosz thuyết phục. Bartosz dẫn Martha tới gặp Eva tại trụ sở của Erit Lux. Eva ra lệnh cho cô giết Jonas và rạch mặt cô để nhắc nhở cô rằng cô thuộc phe nào. Năm 1890, Bartosz gặp Silja; cô được Adam gửi tới từ năm 2053. Họ cùng nhau có hai đứa con vào năm 1904 và 1910, Hanno (Noah) và Agnes (Silja chết khi hạ sinh Agnes). Năm 1911, Hannah cùng với đứa con gái Silja đến gặp Jonas. Vào lúc đó, Jonas đã trở thành Adam. Ông giết Hannah và thu nạp Silja thành một thành viên của hội Sic Mundus. Từ năm 1974 tới 1986, H.G. Tannhaus cố chế tạo ra cỗ máy thời gian ở dưới hầm với mục đích thay đổi quá khứ. Ông muốn cứu con trai, con dâu và cháu gái của mình. Năm 2023, Jonas và Claudia thất bại trong việc kích hoạt hạt Chúa. Thất vọng, Jonas tự sát nhưng được Noah trẻ cứu. Noah chứng minh rằng cậu không thể tự sát bởi vì phiên bản già hơn của cậu đã tồn tại và nhắc nhở về sự cam kết của cậu trong việc phục hồi hạt Chúa. Họ cố gắng kích hoạt hạt Chúa tới năm 2041. Năm đó, Elisabeth sinh ra Charlotte. Elisabeth và Charlotte của năm 2053 du hành tới năm 2041 để bắt cóc Charlotte sơ sinh và tiếp tục du hành để đưa đứa bé cho Tannhaus. Noah nghi ngờ rằng Claudia có liên quan tới sự việc này. Vì thế, anh săn đuổi Claudia để tìm những trang vở bị mất tích trong quyển vở của Claudia và gia nhập hội Sic Mundus của Adam vào năm 1920. Trong suốt những năm qua, Claudia đã nghe lệnh của Claudia từ thế giới Eva và cố tình phá hoại ngầm để làm chậm tiến trình kích hoạt hạt Chúa của Jonas. Cuối cùng, Claudia quyết định giết Claudia khác và giả dạng thành cô ấy để lừa Eva. Sau đó, Claudia đi thu thập thông tin về chu kỳ của sự kiện trong cả hai thế giới. Năm 2052, Claudia già giao cho Jonad lớn nhiệm vụ du hành tới Winden vào năm 2019; đây là sự kiện bắt đầu chuỗi sự kiện trong mùa một. Năm 2053, sau khi hủy diệt nguồn gốc kết nối hai thế giới, Adam ngạc nhiên khi ông vẫn còn tồn tại. Claudia già xuất hiện và tiết lộ rằng bà biết các thế giới được kết nối như thế nào. |                    |                                         |               |                              |                     |
| 26 | 8                  | "Paradise" "Das Paradies"               | Baran bo Odar | Jantje Friese                | 27 tháng 6 năm 2020 |
| Claudia giải thích với Adam rằng ông với Eva được liên kết với nhau trong một nút thắt không thể gỡ ra được (triquetra); nó bắt nguồn từ một nơi nằm ngoài cả hai thế giới. Claudia chỉ Adam cách ngăn chặn nguồn gốc trong thế giới thứ ba. Trong thế giới này, H. G. Tannhaus tạo ra cỗ máy thời gian để thay đổi quá khứ, nhưng ông đã vô tình tạo ra hai thế giới mới khi kích hoạt cỗ máy thời gian. Hai thế giới này là thế giới của Adam và Eva. Adam đưa Jonas tới thế giới của Eva và kêu cậu hay cùng Martha ngăn chặn nguồn gốc. Sau đó, Adam tới gặp Eva và từ chối giết bà. Eva bị sốc vì điều này khác với những gì bà đã thấy. Khi bà nhận ra rằng vòng chu kỳ đã tan vỡ, bà ôm chặt lấy Adam. Jonas và Martha du hành tới thế giới thứ ba và cứu gia đình của Tannhaus thành công; nó khiến sự tồn tại của hai thế giới kia biến mất. Những nhân vật chính còn tồn tại ở thế giới thứ ba là những người được sinh ra độc lập với du hành thời gian. Peter và Bernadette trở thành một cặp đôi; Regina và Katharina còn độc thân; Hannah mang thai với Torben, anh trai của Bernadette. Trong một buổi tiệc ăn tối, Hannah để ý thấy cái áo mưa màu vàng giống như cái mà Jonas và Martha mặc; cô chợt trải nghiệm cảm giác déjà vu. Khi được hỏi cô tính đặt con của cô tên gì, Hannah trả lời "Jonas". |                    |                                         |               |                              |                     |